# Taunusgymnasium
Das Taunusgymnasium (bis 2006 Taunusschule) ist eine von vier weiterführenden Schulen in Königstein im Taunus in Hessen. Seit 1977 wurde das heutige Gymnasium als additive Gesamtschule geführt. Mit deren Auflösung 1996 gingen Haupt- und Realschulzweig auf die neu gegründete Friedrich-Stoltze-Schule im nebenan gelegenen Altbau über.

## Geschichte

### Vorläufer und Taunus-Realschule

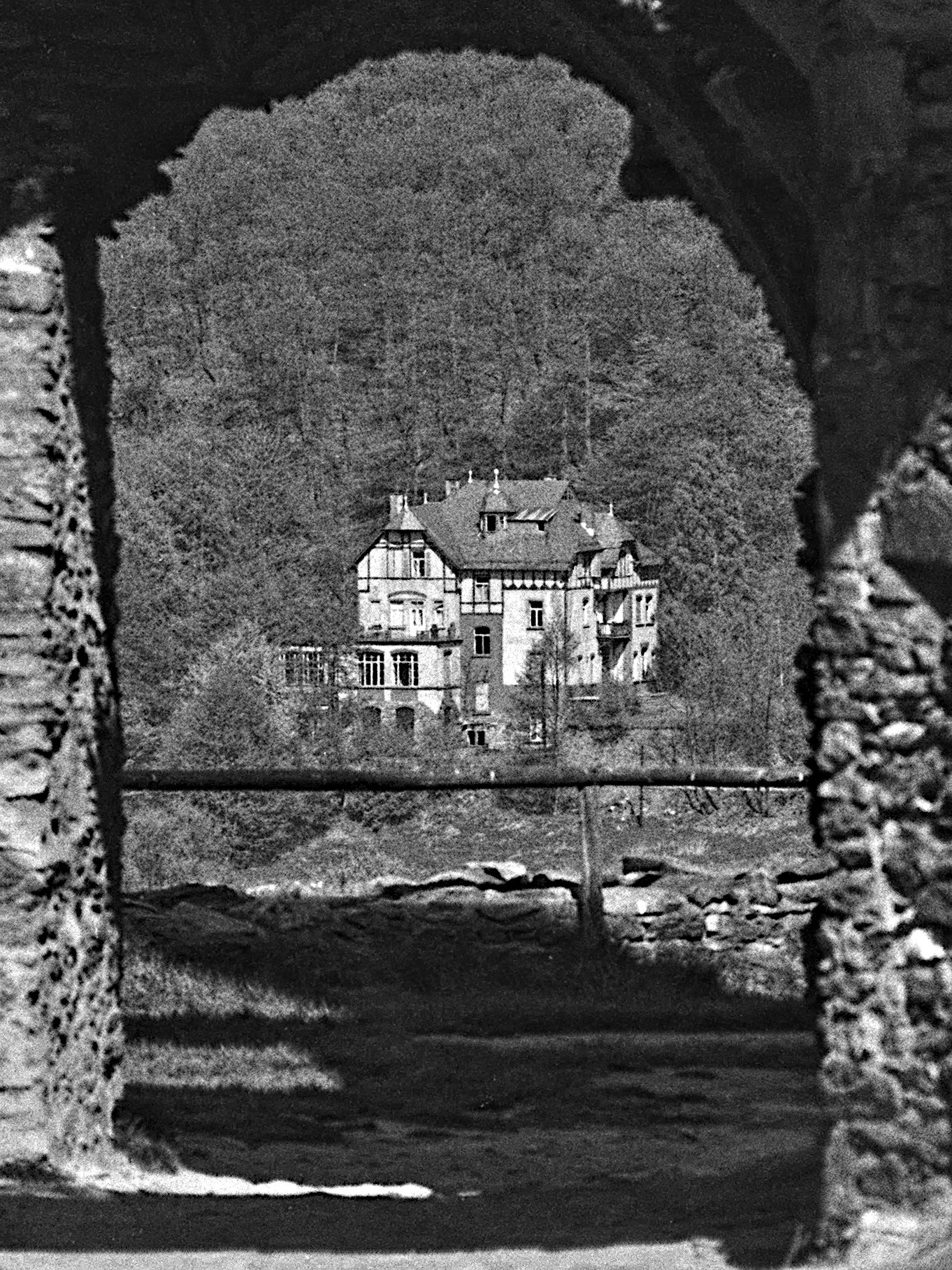
Die Schule 1918–1962, das „Alte Schülchen“ am Klärchenweg in Königstein, aufgenommen 1974 von der Burg aus.

Zu nassauischer Zeit bestand keine höhere Schule in Königstein. Erst 1890 wurde eine „Privat-Rektoratsschule“ (Falkensteiner Straße 3 und Gerichtsstraße 17) eingerichtet. Angeboten wurden alle Klassen bis inklusive Untertertia. 1899 zog die von der Stadt finanziell unterstützte dann sogenannte „Höhere Knabenschule“ in das Eckhaus Limburger Straße 36 / Altkönigstraße um. 1916 – mitten im Ersten Weltkrieg – erfolgte die Umwandlung in die Städtische Taunus-Realschule (bis Obertertia) und gleichzeitig die Verschmelzung mit der Mädchenschule Taunus-Institut, das 1899 als Höhere Mädchenschule eröffnet worden war. Es handelte sich um ein Internat, das auch Externe besuchen konnten und in dem in der Spitze 40 Mädchen unterrichtet wurden. Die neue Schule lag nun in der Falkensteiner Straße 1. Das Jahr 1916 wird als Ursprungsjahr sowohl der späteren Taunusschule als auch des späteren Taunusgymnasiums angesehen und war dementsprechend 1991 Anlass zur 75-Jahr-Feier und 2016 Anlass zur 100-Jahr-Feier.
1918 erfolgte unter dem Leiter Molinar der Umzug in das von der Stadt erworbene Gebäude am Klärchenweg, wo das später sogenannte „Alte Schülchen“ 5 Klassen umfasste und bis zur Obertertia führte. Da kein Latein unterrichtet wurde, war der Übergang zu weiterführenden Schulen (dem Höchster Realgymnasium) schwierig. Auch der alternative Besuch der Oberurseler Oberrealschule war aufwändig.

### Taunusschule
Nach dem Zweiten Weltkrieg begann das Gymnasium am 6. Januar 1946 wieder seinen Unterricht. Leiter wurde Ernst Majer-Leonhard, der die Schule bis 1957 führte und als „Humanist und Pädagoge aus Leidenschaft“ noch lange über seine Direktorenzeit hinaus verehrt wurde. Ein von ehemaligen Schülern gestiftetes Bronzestandbild Majer-Leonhards befindet sich seit 1996 am Standort des „Alten Schülchens“ am Klärchenweg. Die dargestellte Haltung des Direktors soll das „heimliche Programm“ der Schule nach 1945 symbolisieren: „Die (Latein-) Bücher im festen Griff, der gerade Blick, der feste Stand sowie die rhetorische Geste und der wehende Mantel drücken die Leitvorstellungen seiner Bildungsziele aus.“
In den 1950er-Jahren entspann sich um die Schulträgerschaft ein Streit zwischen Stadt, Kreis und Land. Das Schulkostengesetz vom 10. Juli 1953 hatte die Landkreise grundsätzlich zu Schulträgern bestimmt. Im Falle von Königstein verblieb aber gemäß § 29 des Gesetzes die Trägerschaft bei der Stadt. Die Stadt Königstein widersprach mit dem Verweis auf die fehlende Verwaltungs- und Finanzkraft. Mit Erlass vom 28. August 1958 bestätigte jedoch das Kultusministerium die Schulträgerschaft der Stadt.

### Neubau von 1962

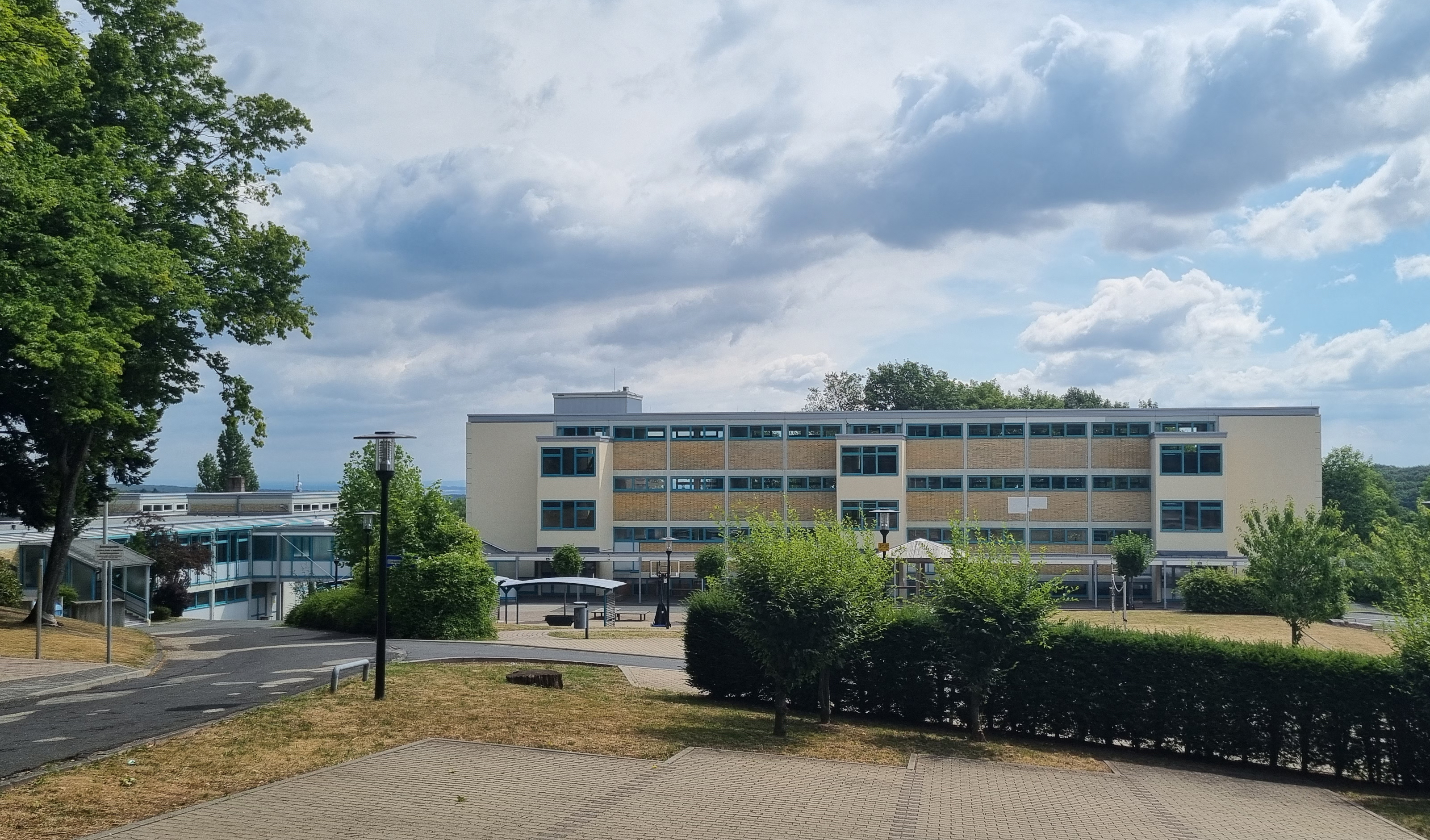
Neubau der Taunusschule von 1962, aufgenommen 2022 aus Richtung des westlich gelegenen Wolfswegs

Die Taunusschule hatte ihre Bedeutung unterdessen über Königstein hinaus ausgedehnt: Im Jahr 1962 gab es 535 Schülerinnen und Schülern, von denen nur 162 aus Königstein kamen, 116 aus dem Obertaunuskreis, 242 aus den benachbarten Kreisen Main-Taunus-Kreis, Untertaunuskreis, Landkreis Friedberg usw. sowie 15 Schülerinnen und Schülern sogar aus anderen Bundesländern.
Die steigenden Schülerzahlen im „Alten Schülchen“ am Klärchenweg machten ab den 1950er-Jahren einen Neubau nötig, wozu auf ein Grundstück am Stadtrand an anderer Stelle zurückgegriffen werden konnte. Dies war ein 21.000 m² großes Gelände unterhalb der Falkensteiner Straße, das ursprünglich zum nördlich der Straße gelegenen Park der Villa Rothschild gehörte. Die Liegenschaft wurde 1955 von Rudolph von Goldschmidt-Rothschild (1881–1962), dem Sohn von Maximilian von Goldschmidt-Rothschild, an die Gemeinde Königstein verkauft, wobei das untere Grundstück für den geplanten Bau eines Sportplatzes – gewissermaßen als Zugabe – mit überlassen wurde. Wenig später entstand dort auf einem Hanggrundstück mit der Adresse Wolfsweg/Falkensteiner Straße 18 in den Jahren von 1959 bis 1962 ein Neubau für die Taunusschule, der als Altbau bis heute steht.
Das zugrunde liegende Raumprogramm für den Schulneubau stellte die Lehrerkonferenz zusammen, den Entwurf lieferte eine Arbeitsgemeinschaft der Architekten Rudolf Kramer aus Königstein zusammen mit Bert Seidel und Heribert Hausmann aus Darmstadt. Die neue Schule umfasste 22.000 Kubikmeter umbauten Raum und bot 16-mal so viel Fläche wie die alte Schule; sie bestand als Gebäudeensemble am Hang aus einem viergeschossigen Klassentrakt mit 18 Klassenräumen, einem zweigeschossigen Hauptgebäude mit Sonderklassen, Fach-, Verwaltungs- und Aufenthaltsräumen sowie einer Turnhalle. Die Einweihung durch Regierungspräsident Walter Schubert erfolgte am 22. September 1962, wozu eine informative Festschrift erschien. Die Gesamtbaukosten betrugen 3.740.000 DM. Die Stadt Königstein beteiligte sich mit 855.000 DM, der Obertaunuskreis übernahm 560.000 DM, den Rest finanzierte das Land Hessen. Das „Alte Schülchen“ am Klärchenweg stand danach lange leer und wurde erst 1974 abgerissen.
1970 ging die Schulträgerschaft von der Stadt auf den Obertaunuskreis (ab 1972 Hochtaunuskreis) über.

### Ergänzungs-Neubau von 1974

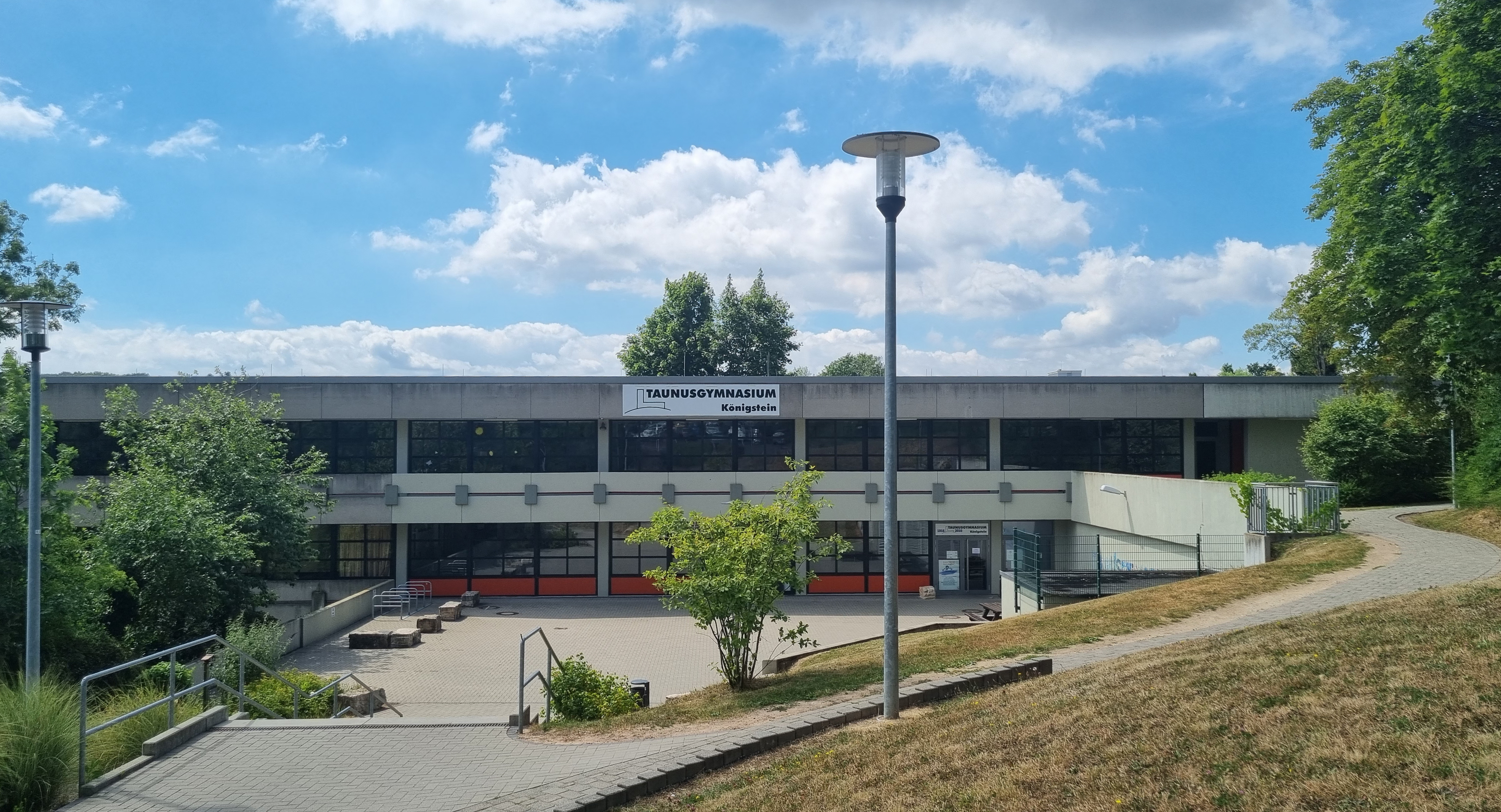
Der Neubau von 1974, aufgenommen 2022 aus Richtung des nördlich gelegenen Parkplatzes

Infolge der in den 1970er-Jahren von der SPD Hessen intensiv betriebenen Schulreform sollte eine Gesamtschule auch in Königstein gebildet werden. Dazu entstand 1972–1974 nach Plänen des Architektenbüros Novotny & Mähnert (heute ATP Frankfurt) nordöstlich und hangabwärts neben der 1960er-Jahre-Schule unter der Adresse Falkensteiner Straße 24 ein großer Ergänzungsbau, in dem Haupt-, Realschule und Gymnasium bis zur 10. Klasse unter einem Dach versammelt wurden. Gegen erbitterte Proteste großer Teile des Kollegiums und der Elternschaft (der Slogan lautete auf orangem Aufkleber: „Gymnasium muss bleiben“) wurde auch die Taunusschule ab dem Schuljahr 1977/78 zu einer additiven Gesamtschule. Die 5. und 6. Klasse wurden zu einer „Förderstufe“ umgebildet, für die höheren Klassen wurden Hauptschul-, Realschul- und Gymnasialklassen gebildet. Die Schule nahm hierzu die Schüler der Mittelpunkthauptschule Königstein und der Realschule auf. Bereits 1991–1992 musste der damals noch keine 15 Jahre alte Gesamtschul-Neubau wegen des verwendeten Asbests bis auf die tragenden Betonelemente entkernt und umfangreich saniert werden. Während der Arbeiten wurden mehrere Klassen nach Stierstadt ausgelagert.

### Aufteilung in Taunusgymnasium und Friedrich-Stoltze-Schule
Nach der Landtagswahl in Hessen 1987 setzte die CDU Hessen „Schulfreiheit“ durch, verstanden als Freiheit zwischen dem gegliederten Schulsystem und Gesamtschulen zu wählen. 1987 wurde als erstes die Förderstufe abgeschafft und durch Eingangsklassen der drei Schulzweige ersetzt. 1994 entschied sich die Schule, die Gesamtschule aufzulösen. 1996 entstand daher eine selbstständige Real- und Hauptschule, die seit 1997 nach dem Dichter und Schriftsteller Friedrich-Stoltze-Schule benannt ist und vor allem im 1960er-Jahre-Altbau verblieb. Das Gymnasium nannte sich 2006 in Taunusgymnasium um und konzentrierte sich auf den 1970er-Jahre-Neubau. Der Name Taunusschule war seither in Königstein erloschen.
Die Nähe des Taunusgymnasiums und der Friedrich-Stoltze-Schule führte zu gemeinsam genutzten Räumen und verursachte immer größere Platzprobleme, die im Herbst 2017 durch den Bezug eines zweigeschossigen Erweiterungsbaus in Modulbauweise mit einer Gesamtfläche von knapp 1200 Quadratmetern behoben werden konnten.
Aufgrund sinkender Schülerzahlen wurde die Friedrich-Stolze-Schule 2023 geschlossen.

## Schülerzahlen

### Taunusrealschule
- 1926: 61 Schülerinnen und Schüler[24]
- 1928: 39 Schülerinnen und Schüler in 5 Klassen[25]
- 1930: 53 Schülerinnen und Schüler[25]
- Frühjahr 1945: 500 Schülerinnen und Schüler[25]

### Taunusschule
- 1958: 18 Klassen[26]

- 1962: 535 Schülerinnen und Schüler in 19 Klassen[27]
- 1967/68: 800 Schülerinnen und Schüler in 26 Klassen[18]

### Taunusgymnasium
- 2007: 1028 Schülerinnen und Schüler in 27 Klassen[28]
- 2008: 1087 Schülerinnen und Schüler in 29 Klassen[29]

## Aktuelle pädagogische Schwerpunkte
Gemäß Schulprogramm steht das Taunusgymnasium in der Tradition Majer-Leonhards und hat einen mathematisch-naturwissenschaftlichen und musikalischen Schwerpunkt.

## Ehemaligen- und Förderverein
Der Förderverein am Taunusgymnasium Königstein e. V. setzt sich nach eigenen Angaben mit rund 300 Mitgliedern dafür ein, „den Schulalltag der Schülerinnen und Schüler am Taunusgymnasium Königstein zu verbessern“. Gegründet wurde der Verein 1996 als Bund der Ehemaligen und Förderer des Taunusgymnasiums e. V. (BEFT). Die Umbenennung erfolgte 2022.
Bereits 1962 gab es einen Bund der Freunde der Taunusschule, zuvor bis 1958 daneben auch einen Patronatsverein.

## Schülerzeitungen

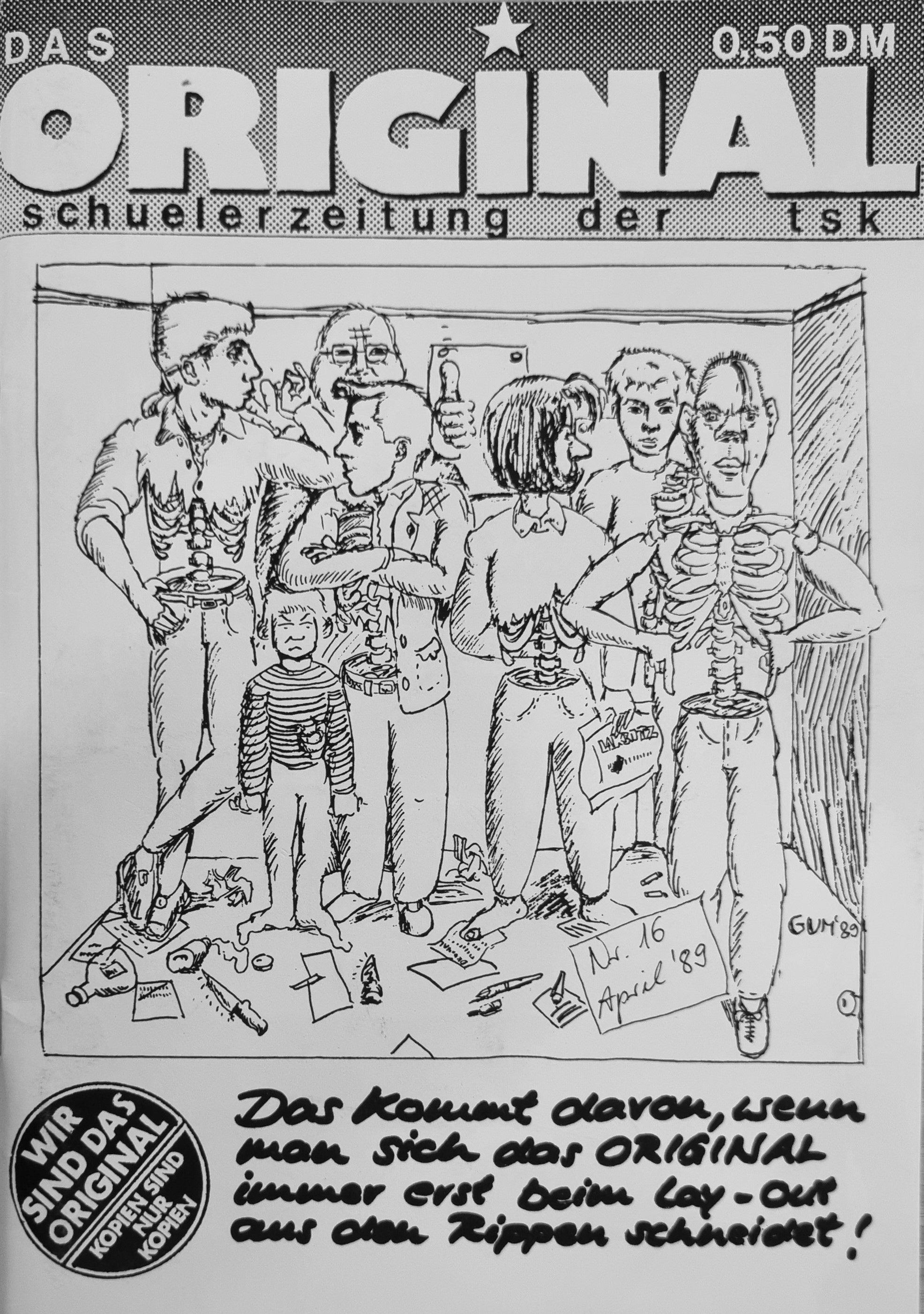
Das Original, Schülerzeitung der TSK, Ausgabe 16, April 1989

### Taunusschule
- Sorgenkind, unabhängige Schüler-Zeitschrift / Taunus-Schule Königstein, nachgewiesen 1946–1962[33][34][35]
- Kaktus, unabhängige Schülerzeitung, nachgewiesen 1975–1976[36]
- Guckloch, unabhängige Schülerzeitung der Taunusschule Königstein, nachgewiesen 1979–1980[37]
- Das Original: Schülerzeitung der TSK, nachgewiesen 1983–2000[38]

### Taunusgymnasium
- TGKurier, nachgewiesen 2018[39][40]

## Schuldirektoren und -direktorinnen

### Taunusschule
- 1945–1957: Ernst Majer-Leonhard[41]
- 1957–1970: Herbert Albrecht[42][41]
- 1970–1971: Dietram Schmidt-Marloh (als Vertreter, da die Stelle vakant war)
- 1971–1991: Hans Arnold[43][41]
- 1991–2005: Gerhard Brähler[44][45]

### Taunusgymnasium
- 2005–2015, Roswitha Stengl-Jörns[46]
- 2015–2017, Vakanz[47]
- 2017–2020 Jochen Henkel[47][48]
- seit 2020, Beate Herbst[49][50]

## Bekannte Ehemalige
Lehrer
- Ernst Majer-Leonhard (1889–1966), Schulleiter 1945–1957. Seit 1996 befindet sich als Denkmal eine Bronzestatue Majer-Leonhards der Bildhauerin Eike Stielow am früheren Schulstandort am Klärchenweg.[51]

Schüler
- Norbert Kühne (* 1941), Autor, Lehrer und Psychologe; Abitur 1963
- Rainer Schandry (* 1944), Professor für Biologische Psychologie, LMU München (emeritiert); 1963 Abitur an der Taunusschule
- Christian Pross (* 1948), Medizinhistoriker, 1966 Abitur an der Taunusschule[52]
- Harald Schleicher (* 1951), Filmemacher, Filmwissenschaftler und Künstler, Professor an der Uni Mainz, 1971 Abitur an der Taunusschule[53]
- Rainer Kilb (* 1952), Hochschullehrer für Theorie und Praxis Sozialer Arbeit, UAS Mannheim, 1971 Abitur an der Taunusschule[53][54]
- Richard Herzinger (* 1955), konservativ-liberaler Publizist
- Patrick Brauns (* 1955), Autor; Abitur am Taunusgymnasium 1975[55]
- Hans Zimmer (* 1957), Filmkomponist, bis 1969[56][57]
- Andreas Beyer (* 1957), Kunsthistoriker. 1976 Abitur an der Taunusschule.
- Maris Pfeiffer (* 1962), Filmregisseurin; 1982 Abitur an der Taunusschule
- Jürgen Hardt (* 1963), Politiker (CDU), Mitglied des Deutschen Bundestages; 1982 Abitur an der Taunusschule[58]
- Peter Knaack (* 1968), Schauspieler
- Daniel Fischer (* 1976), Moderator
- Kai Fischer (* 1981), Radio und TV-Moderator
- Vanessa Aab (* 1983), Filmschaffende
- Christopher Park (* 1987), Pianist
- Valerie Sternberg-Irvani (* 1991), Politikerin (Volt)
- Svenja Appuhn (* 1997), Politikerin (parteilos)